# فرات (مجموعه تلویزیونی)
فرات نام یک مجموعه تلویزیونی است که در سال ۱۳۹۰ از شبکه دو صدا و سیمای جمهوری اسلامی ایران به کارگردانی مازیار میری و نویسندگی علی اکبر محلوجیان و به تهیه‌کنندگی محمدعلی اسلامی پخش شد.این مجموعه دهه اول محرم ۱۳۹۰ از شبکه دو سیما پخش شد. تیتراژ پایانی این مجموعه تلویزیونی با صدای امیرحسین مدرس بود.

## خلاصه داستان
داستان دو دوست قدیمی را به تصویر می‌کشد که بر اثر حادثه‌ای رفاقت دیرینه آنها جای خود را به دشمنی می‌دهد تا آنجا که این ۲ دوست قدیمی برابر یکدیگر قرار می‌گیرند.حسن پورشیرازی در این سریال در نقشی ظاهر شده است که در حق حاج ابراهیم اشتباه بزرگی را مرتکب شده، اما بعد از گذشت مدتی به خطای خود اعتراف کرده و از او درخواست بخشش می‌کند،اما واقعیت این است که این بخشش بیش از ظرفیت حاج ابراهیم است.

## پخش
این سریال ابتدا در سال ۱۳۹۰ از شبکه دو و بعد ، در سال ۱۳۹۹ از شبکه آی‌فیلم پخش شد.